# Alexandru Neagu
Alexandru Neagu (Bucarest, Rumania; 19 de Julio de 1948 – Ibidem; 17 de Abril de 2010) fue un futbolista rumano que jugaba en la posición de delantero.

## Carrera

### Club
Jugó toda su carrera profesional con el Rapid de Bucarest de 1965 a 1978, aunque sus primeros dos años los alternó con el equipo filial. Con el club ganó un título de liga en 1967 y dos copas nacionales, anotó 135 goles en 329 partidos con el club.

### Selección nacional
Jugó para Rumania de 1970 a 1972 donde anotó cuatro goles en 17 partidos, incluyendo uno en la Copa Mundial de Fútbol de 1970.

## Muerte
Neagu murió el 17 de abril de 2010 a los 61 años de edad en un hospital de Bucarest.

## Logros
- Divizia A (1): 1966–67
- Divizia B (1): 1974–75
- Cupa României (2): 1971–72, 1974–75